# Tülkibas Aūdany
Tülkibas Aūdany är ett distrikt i Kazakstan.   Det ligger i oblystet Sydkazakstan, i den södra delen av landet, 1 000 km söder om huvudstaden Astana.
Följande samhällen finns i Tülkibas Aūdany:
- Zjabagly